# 洪門
洪門（こうもん、拼音：Hóng mén）は中国明朝末期清朝初期に興った秘密結社、“反清復明”（清を倒し明を復活させる）を主旨とする。洪門とは全ての山堂および反清組織を纏めた総称であり、それは天地会、三合会（三点会とも）、致公堂、或いは紅幇など多岐に渡る。
対外部には「天地會」、対内部「洪門」と呼称しているといわれている。鄭成功を教祖と仰ぐ（哥老会）が、実質は陳永華によるという伝承がある。

## “洪門”という名前の由来
1. 明太祖の年号が“洪武”であったこと。
2. 明の皇帝の姓は朱（紅色を意味する）であり、洪と紅は中国語で同音であることから。洪門の創始者鄭成功は明皇帝から朱の姓を授けられ、国姓爺と尊称されている。
3. “漢”という漢字の“中”と“土”部分を除くと“洪”になる、漢族が中土（中原の土地）を失したという意味から。

## 概要

### 歴史
清の時代も晩期になると、「洪門」の山堂は江南地方を中心に中国全体に広まり、一部が東南アジア、ヨーロッパ、アメリカ大陸まで進出し、その会員は百万単位であったという。清に対する武装闘争を堅持してきた洪門は太平天国、辛亥革命における重要な同盟軍となり、辛亥革命を起こした孫文なども洪門に加入していた。
また、中国共産党創始者の一人李大釗も、“天地会はマルクス自身が創建し指導する第一インターナショナルと組織的な繋がりを持つ中国唯一の革命団体である”と《中山主義的國民革命與世界革命》の中で述べている。

### 組織
洪門組織の優れている点はその縦横系統である。職位おいては龍頭、座堂、執堂、心腹、巡風のような縦系統ではあるが、「言談」、「手勢」のような横系統をも持ち合せている。初対面である洪門に属する者同士であっても、手勢の動きを見て、「春典隠語」を聞き、「花亭結義」を話せば兄弟であり、生死の交わりであり、諸々の仇、恨みも水に流される。
洪門組織は入会資格に対し制限を設けていないが、紹介が必要である。加入した後はお互いを自分の手足であるように接しあう。故に秘密結社ではあるが、その発展は迅速なもので、世界中に広がっている。

### 会簿
会簿には組織の秘密が記載されており、組織の高層人物のみがこれを所有している。加入している組織のリスト、組織の構成、入会形式、誓いの言葉、組織の法に反した者への罰、隠語、手語（手話）、公衆な場所で組織員であることを示す方法などが会簿に記載されていると思われる。会簿の隠語は「海底」で、又の名を「金不換」（金に換えられない）という。
1683年に鄭成功の孫は洪門、天地会に関する文書、リストなどを鉄の箱に密封し海底に沈めた。その166年後の1848年に、洪門の郭永泰が漁師からそれを入手したと言われ、そのため「海底」と呼ばれている。三合会の会簿もそれを元につくられたと言われる。

### 洪門の対聯
共結同盟真心，同謀大事密斟酌
天地開闢以來兄弟永合，風雲會合之際忠義常存
洪氣一點通達五湖四海，宗發萬枝到處三合橫通
忠義堂前無大小，不欺富貴不欺貧
有頭有尾真君子，存忠存孝大丈夫
有一點忠心方可結拜，無半絲義氣何必聯盟
入洪門非親非故，到此地無義不來
非親有義須當敬，是友無情切莫交

## 洪門組織
清朝乾隆帝の治下にあっては、洪門は既に瓦解していた。明朝を復活させる希望はなく、民間における反清情緒はすでに収まっていた。それに伴い、乾隆はアメと鞭を使い漢人を重用したため、反清組織は既に存在しなくなっていた。それに代わって興ったのが地方性の組織で、宗教的な意味合いを持つ白蓮教、相互補助的な性質を持っていた天地会などが知られている。これらの組織は保護費、賭場経営、売春、アヘン館などを収入源とし、低層の者は盗み、誘拐、詐欺などを生業とした。
白蓮教
南宋を初めに活動が見られる。清朝中期、自称白蓮教徒達は四川、陝西、湖北あたりで政府に対する武装反抗を行い、川楚教乱と呼ばれた。
天地会
清初、福建沿海地区では人民は生活に困窮し、自発的に相互補助組織として天地会を組成した。1761年までは、雲龍和尚を指導者とした。その後反地方政府型組織となり、反清運動に加入した。
入会時は拇指を天に指し、小指を地に指す、または左手の中間の三指で胸を押さえる。加入すれば、結婚及び葬式時に資金の援助を受けることができ、他人との紛争時には助力を受けることができ、強盗に遭った際には暗号を示せば侵されず、会をより広めれば金銭が貰えた。
拝上帝会
1843年に洪秀全によって成立された、太平天国の前身である。
三合会
天地会は乾隆によって反清組織とされ、加入した者は死刑を処された。そのため広東に伝わったとき、満人を欺くために洪の水偏だけを取り、三点会とした。しかしこれでは洪門をうまく表せないため、三合会と改名された。その後湖南に伝わり「哥老会」となり、そこからさらに「潘門」、別称「潘家」、「慶幇」と分かれた。天地会は広く伝わり、その他にも「清水会」、「匕首会」、「双刀会」、「紅旗会」、「剣仔会」、「八卦会」、「添弟会」、「致公会」、「紅幇」、「胞哥」などの名称がある。
三合会はまた太平天国と辛亥革命に協力した。
哥老会
中国共産党の指導者の一人朱德元帥は若いときに哥老会に入ったことがあり、その助けを得た。
義和団
清末、山東から河北にかけて存在した秘密結社。“扶清滅洋”（清を助け西洋を斥ける）をスローガンとし、1900年の義和団の乱（拳匪之乱）を引き起こした。
華記
マレーシアの華人黒社会組織にして青幇の支派で、長い歴史がある。
マレーシアの“洪門”ともども香港の三合会と密接な関係を持っている。
紅花会
金庸による武侠小説『書剣恩仇録』における創作。

## 現在の洪門
1992年7月28日にアメリカにて第三届世界洪門親和大会が開かれ、世界各地より集まった100人以上の代表によって二日間の議論の後、世界洪門総会の成立が宣告された。首届会長は李志鵬で、総会はホノルルに設置されている。安部英樹によれば、1998年以来、洪門本来の世界大会は開かれていないという。